# Clemens von Radowitz
Clemens Maria Ludwig Georg Hermann Leopold Alexis von Radowitz (* 25. September 1832 in Berlin; † 26. Januar 1890 ebenda) war ein preußischer Generalleutnant.

## Leben

### Herkunft
Clemens war ein Sohn des preußischen Generalleutnants Joseph von Radowitz (1797–1853) und dessen Ehefrau Maria, geborene Gräfin von Voß (1807–1889) aus dem Hause Groß Gievitz.

### Militärkarriere
Radowitz besuchte die Selektenschule in Frankfurt am Main, das Lyzeum in Karlsruhe sowie die Ritterakademie in Bedburg. Am 3. September 1851 wurde er als Musketier im 31. Infanterie-Regiment der Preußischen Armee angestellt und avancierte bis März 1853 zum Sekondeleutnant. Ab dem 1. Oktober 1856 war Radowitz zur weiteren Ausbildung an die Allgemeine Kriegsschule kommandiert, wurde im März 1857 in das 1. Garde-Regiment zu Fuß versetzt und nach dem Ende seiner Kommandierung als Adjutant des I. Bataillons verwendet. Mitte September 1859 folgte seine Versetzung als Adjutant beim Generalkommando des VIII. Armee-Korps. In dieser Eigenschaft stieg Radowitz am 1. Juli 1860 zum Premierleutnant auf und kam am 22. März 1861 als Adjutant zur 2. Garde-Division. Ende Juni 1861 kommandierte man ihn zur Dienstleistung beim Marineministerium, bis Radowitz am 20. August 1861 zur Marine übertrat und unter Stellung à la suite des Seebataillons als Hauptmann zum Dezernenten im Marineministerium ernannt wurde. Von dieser Stellung wurde er am 18. Juni 1863 entbunden.
Radowitz trat daraufhin wieder in die Armee ein und wurde als Kompaniechef im 4. Brandenburgischen Infanterie-Regiment Nr. 24 angestellt. Während des Krieges gegen Dänemark führte er seine Kompanie 1864 in den Kämpfen bei Wielhoi, am Stenderuper Holz und bei Rackebüll. Bei Übergang nach Alsen wurde Radowitz verwundet, für sein Verhalten belobigt und mit dem Roten Adlerorden IV. Klasse mit Schwertern ausgezeichnet. Nach längerer Rekonvaleszenz nahm er 1866 im Krieg gegen Österreich an der Schlacht bei Königgrätz teil.
Nach dem Friedensschluss wurde Radowitz am 25. September 1867 als Kompaniechef in das 7. Thüringische Infanterie-Regiment Nr. 96 versetzt und ein Jahr später zum persönlichen Adjutanten des Herzogs Ernst I. von Sachsen-Altenburg ernannt. In dieser Eigenschaft Mitte Dezember 1868 zum Major befördert, wurde er nach dem Beginn des Krieges gegen Frankreich im September 1870 von seinem Kommando entbunden und führte vorübergehend ein Bataillon im
2. Brandenburgischen Grenadier-Regiment Nr. 12 (Prinz Carl von Preußen) während der Belagerung von Metz. Ausgezeichnet mit dem Eisernen Kreuz II. Klasse wurde Radowitz am 6. Mai 1871 dem Leib-Grenadier-Regiment (1. Brandenburgisches) Nr. 8 aggregiert, am 15. August einrangiert und schließlich am 8. November 1871 zum Kommandeur des I. Bataillons ernannt. Herzog Ernst I. würdigte ihn Mitte November 1871 für seine geleisteten Dienste mit dem Komturkreuz II. Klasse des Sachsen-Ernestinischen Hausordens.
Infolge Überanstrengung war Radowitz für längere Zeit nicht mehr dienstfähig und trat zur Erholung einen Urlaub an. Unter Stellung à la suite seines Regiments wurde er am 10. Oktober 1872 zum 1. Direktionsmitglied der Kriegsakademie ernannt und avancierte bis September 1876 zum Oberst. Mitte Juni 1878 erhielt Radowitz den Rang und die Gebührnisse eines Regimentskommandeurs. Nachdem man ihn am 20. Januar 1881 von seiner Stellung entbunden hatte, wurde er am 15. April 1882 unter Belassung à la suite des Leib-Grenadier-Regiments (1. Brandenburgisches) Nr. 8 zum Kommandanten von Altona und der in Hamburg stehenden Truppen ernannt. Als Generalmajor verlieh ihm Kaiser Wilhelm I. anlässlich des Ordensfestes 1885 den Roten Adlerorden II. Klasse mit Eichenlaub und Schwertern sowie am 15. November 1887 den Charakter als Generalleutnant. In Genehmigung seines Abschiedsgesuches wurde Radowitz am 14. Februar 1888 unter Verleihung des Kronenordens II. Klasse mit Stern zur Disposition gestellt.
Er verstarb am 26. Januar 1890 in Berlin und wurde drei Tage später auf dem Invalidenfriedhof beigesetzt.

### Familie
Radowitz verheiratete sich am 26. Februar 1862 in Erfurt mit Paula Spangenberg († 1876). Nach ihrem frühen Tod eheliche er am 15. November 1877 Bertha Gerson, Tochter des sächsischen Generalkonsuls in Frankfurt am Main. Aus den Ehen gingen folgende Kinder hervor:
- Josepha (* 1863)
- Marita (1864–1943), Ehefrau des Bruno von Schuckmann
- Dolores (1867–1877)
- Ernst Joseph Maria (1869–1944), preußischer Generalmajor, SS-Gruppenführer
- Hans (* 1872)
- Else (* 1878)
- Antonius (*/† 1881)
- Clemens (* 1882), Ehemann der Rita Leon